# Cromidrosi
La cromidrosi è una disfunzione delle ghiandole sudoripare apocrine.

## Etimologia
Il termine ha origini greche, dalla composizione della parola chroma(colore) e hydor (acqua).

## Eziologia
La disfunzione si manifesta nelle persone quando sono esposte continuamente alle polveri di sostanze come rame, catecolo e ossido ferroso. I lavoratori nelle miniere sono i soggetti più a rischio. Anche l'ingestione di alcune sostanze provoca gli stessi effetti.

## Manifestazioni
Le ghiandole secernono del liquido colorato.